# Rász-Dasen
A Rász-Dasen (vagy Ras Dashen, Rasz Dasán, ge'ez nyelven Ras Dejen: „a fő őr”) az Etióp-magasföld és egyben Etiópia legmagasabb csúcsa, az egyetlen, melyet télen hó borít.

## Elhelyezkedése
A Tana-tótól kb. 160 km-re, északkeletre fekszik. Az ország északi részén fekvő Simien hegységben, annak központi vonulatában található. 
A Rász-Dasen egy kilenc csúcsból álló füzér legmagasabb pontja. Hegymászók beszámolója szerint a terepen igen nehéz megállapítani, hogy a csúcsok közül melyik a magasabb. A hegy egy kialudt vulkán, fő felépítő kőzete az egész Etióp-magasföldet borító bazalt.

## Magassága
A hegycsúcs magasságát korábbi térképek hibásan 4620 vagy 4623 méternek adták meg. Az 1960–70-es években végzett térképészeti felmérés 4533 méterben határozta meg a magasságot. 
A jelenlegi adatok szerinti 4550 métert 2005-ben hozta nyilvánosságra az Etióp Térképészeti Hatóság, melyet 2007-ben francia és olasz GPS-alapú mérések is megerősítettek.

## Megmászása
A csúcs első feljegyzett megmászása 1841-ben két francia katonatiszt, Piere Victor Ad Ferret és Joseph Germain Galinier nevéhez fűződik. Utazásuk leírását Párizsban adták ki 1847-ben Voyage en Abyssinie dans les provinces du Tigré, du Samen et de l'Amhara címmel.
Korábbi megmászásról nincsenek adatok, ám valószínű, hogy a helybeliek által gonosz szellemekkel benépesített csúcsra már jóval hamarabb eljutottak. A terepviszonyok és az éghajlat ugyanis viszonylag kedvezőek, és néhány száz méterrel alacsonyabban még pásztorok települései is előfordulnak. 4300 méteres magasságban, alig egy óra sétára a csúcstól egy kis erődítmény épült, amely a 19. században egy csata színhelye is volt.
(Más források az első megmászást 1935-re teszik.).

## Fordítás
- Ez a szócikk részben vagy egészben  a   Ras Deshen című angol Wikipédia-szócikk fordításán alapul.  Az eredeti cikk szerkesztőit annak laptörténete sorolja fel. Ez a jelzés csupán a megfogalmazás eredetét és a szerzői jogokat jelzi, nem szolgál a cikkben szereplő információk forrásmegjelöléseként.